# Édouard Molinaro
Édouard Molinaro, född 13 maj 1928 i Bordeaux, död 7 december 2013, var en fransk filmregissör. 
Molinaro långfilmsdebuterade 1958 och gjorde på 1960-talet flera kommersiellt framgångsrika komedifilmer med huvudrollsinnehavare som Louis de Funès, Lino Ventura och Jacques Brel. År 1978 utkom Får jag presentera: Min mamma, herr Albin, för vilken Moliniaro blev Oscarsnominerad för bästa regi och manus efter förlaga. Filmen är en komedi om två homosexuella män i Saint-Tropez som försöker dölja sin livsstil när den ene mannens son kommer på besök med sin fästmö. 
Från mitten av 1980-talet kom Molinaro främst att arbeta med TV, men återkom till bioduken 1992 med Le souper, efter en pjäs av Jean-Claude Brisville, och 1996 med Beaumarchais l'insolent, efter ett kvarlämnat manus av Sacha Guitry.

## Filmer i urval
- Med ryggen mot väggen (1958)
- Des femmes disparaissent (1959)
- Vittnet är farligt (1959)
- En flicka för sommaren (1959)
- Ett fönster stod öppet (1961)
- Polisrazzia (1961)
- I Arsène Lupins fotspår (1962)
- Agent 006 (1963)
- La chasse à l'homme (1964)
- Saken är Oscar (1967)
- Nord-polaren (1969)
- Min onkel Benjamin (1969)
- La liberté en croupe (1970)
- La Mandarine (1971)
- L'emmerdeur (1973)
- Dracula père et fils (1976)
- Får jag presentera: Min mamma, herr Albin (1978)
- Mamma Albin som hemlig agent (1980)
- Fyra fräcka älskare (1980)
- Förvandlingens rus (1987)
- Kärlekens bakgata (1987)
- A gauche en sortant de l'ascenseur (1988)
- Den fallna kvinnan (1992)
- Le souper (1992)
- Beaumarchais l'insolent (1996)